# 258

258(이백오십팔)은 257보다 크고 259보다 작은 자연수다.

## 수학
- 합성수로, 그 약수는 1, 2, 3, 6, 43, 86, 129, 258이다. 진약수의 합은 270이므로, 258은 과잉수다.
  - 제곱 인수가 없는 14번째 과잉수다. 이 성질을 지닌 앞의 수는 246, 다음 수는 282이다. (OEIS의 수열 A087248)
- 26번째 쐐기수다. 앞의 쐐기수는 255, 다음 쐐기수는 266이다.
- {\displaystyle 258=127+131}
  - 연속하는 두 소수(素數)의 합으로 나타낼 수 있으며, 이 성질을 지닌 앞의 수는 240, 다음 수는 268이다.
- {\displaystyle 258=59+61+67+71}
  - 연속하는 네 소수(素數)의 합으로 나타낼 수 있으며, 이 성질을 지닌 앞의 수는 240, 다음 수는 272이다.
- {\displaystyle 85^{2}-1}은 258로 나누어떨어진다.

## 과학
- NGC 258(영어판): 안드로메다자리 방향에 있는 렌즈형은하.

## 교통
- 일본 258번 국도(일본어판): 기후현 오가키시에서 미에현 구와나시까지 이어지는 일본의 국도.
- 현도 제258호선

## 군사
- U-258(영어판, 독일어판): 제2차 세계 대전에 사용된 나치 독일의 군용 잠수함.

## 문화유산
- 대한민국의 국보 제258호: 백자 청화죽문 각병
- 대한민국의 보물 제258호: 대구 산격동 사자 주악장식 승탑
- 대한민국의 사적 제258호: 서울 명동성당

## 방송
- 지니 TV의 채널칭 채널 번호.
- B tv의 연합뉴스TV JOB 채널 번호.

## 기타
- 연도: 258년, 기원전 258년